# Afrorhytida burseyae
Afrorhytida burseyae  (англ.) — вид редких хищных лёгочных улиток из семейства Rhytididae (Rhytidoidea, Stylommatophora, Gastropoda). Эндемики Южной Африки (Восточно-Капская провинция). Встречаются на высотах от 140 до 1440 м. Тело от оранжевого до серочёрного цвета. Диаметр ракушек около 2 см (до 26 мм). Формула радулы 1+(12–14)+(7–9); длина радулы  до 15 мм. Вид был назван в честь южноафриканского малаколога Мэри Бурси (Mary Bursey-Cole) из музея Ист-Лондона (East London Museum).